# Песня дровосека
Песня дровосека (англ. The Lumberjack Song) — музыкальный скетч из девятого выпуска первого сезона шоу «Летающий цирк Монти Пайтона» The Ant, an Introduction, написанный Майклом Пейлином и Терри Джонсом. Позже скетч попал в фильм комик-группы «Монти Пайтон» «А теперь нечто совсем другое». 14 ноября 1975 года «Песня дровосека» и «Spam Song» были выпущены компанией Charisma Records в Великобритании в качестве сингла. Продюсером записи стал большой поклонник творчества «Пайтонов» Джордж Харрисон.

## Сюжет
Мужчина среднего возраста (Терри Джонс) приходит в парикмахерскую. Парикмахер (Майкл Пейлин) постоянно пытается убить клиента, однако голос совести останавливает его перед совершением преступления. Герой Джонса возмущается тем, что парикмахер не может толком его постричь. Парикмахер объясняет, что всю свою жизнь он мечтал быть дровосеком, после чего в форме песни он начинает рассказывать о прелести такой жизни. Затем появляются девушка лесоруба и небольшой хор, одетый в форму Королевской канадской конной полиции, который подхватывает песню Пейлина. Постепенно герой Пейлина начинает петь о том, что он носит женское бельё и хочет быть как «мой дорогой папуля», после чего хор и девушка в возмущении убираются восвояси.
После скетча звучит письмо от возмущённого телезрителя:
Дорогой сэр, я хочу выразить протест по поводу Вашего последнего скетча, о лесорубе, который носит женскую одежду. Многие мои друзья работают лесорубами, но лишь некоторые из них — трансвеститы. Искренне Ваш, бригадир сэр Чарльз Артур Стронг (миссис).
P. S. Я в жизни не целовал редактора Радио Таймс.

## История
«Песня дровосека», сочинённая Пейлином и Джонсом за полчаса, является логическим продолжением скетча про парикмахера-маньяка, к которому они не могли придумать концовку. Позже Пейлин вспоминал, что петь для него было большим испытанием, потому что он не был уверен в силе своего голоса.